# تابوسي
تابوسي (باليابانية - 田布施町، Tabuse-chō) هي مدينة يابانية تقع في منطقة كوماجي، في محافظة ياماغوتشي، اليابان. عدد سكان المدينة يقدر بـ 14411 في إحصاء 2023، ويسكنها 6947 أسرة وتبلغ الكثافة السكانية 290 شخصًا لكل كيلومتر مربع. تبلغ المساحة الإجمالية للمدينة 50.42 كيلومتر مربع (19.47 ميل مربع).

## تاريخها
كانت منطقة تابوسي جزءًا من مقاطعة سو اليابانية القديمة. خلال فترة إيدو، كانت المنطقة جزءًا من منطقة تشوشو. بعد ترميم ميجي، وبناء قرية تابوسي في مقاطعة كوماجي، في ياماغوتشي مع وضع أساسيات المدينة الحديثة في 1 أبريل 1889.
ارتقت تابوسي من تصنيف قرية إلى تصنيف مدينة في 11 فبراير 1921 وهي اليوم أحد المدن اليابانية.